# Luis García Mañero
Luis García Mañero (Sotillo de la Ribera, 26 de setembre de 1703 - Saragossa, 20 de juliol de 1767) fou un eclesiàstic castellà, bisbe de Tortosa i arquebisbe de Saragossa.
Nascut a Sotillo de la Ribera, de la diòcesi d'Osma, i fill de Gabriel García Mañero i Ana Ruiz de la Cuesta, inicia els seus estudis a Burgo de Osma sota la protecció del seu oncle, el canonge José Mañero. Posteriorment es trasllada a Valladolid per a estudiar filosofia i teologia a la universitat.
En 1724 entra com a familiar al servei del seu oncle, Miguel Herrero Esgueva, arquebisbe de Santiago de Compostel·la, fins a la seva mort el 1727.
Perduda la protecció del seu oncle i la possibilitat d'aconseguir algun benefici eclesiàstic, torna a la universitat de Valladolid, on estudia dret Civil i Canònic, i treu el doctorat en ambdós drets a la universitat d'Osma.
Torna a Valladolid, on exerceix d'advocat en els àmbits civil i eclesiàstic.
En 1746 entra com a col·legial al Col·legi Major de Conca a Salamanca, i als pocs mesos aconsegueix plaça de canonge doctoral a la catedral d'Oviedo, on exerceix d'assessor jurídic del Capítol de la catedral. En 1755, el rei Ferran VI li atorga una canongia a la Catedral de Santiago de Compostel·la.
El 19 de novembre de 1759 és nomenat bisbe de Tortosa, pren possessió a principis de 1760, poc després és consagrat a Madrid, i com assisteix a Corts i a la coronació de Carles III, la seva entrada solemne a Tortosa es retarda fins a setembre del mateix any. L'any 1761 inicia les visites pastorals per la diòcesi. L'acció pastoral del bisbe destaca per la caritat cristiana cap als malalts i pobres, el desig d'instruir els nens en la doctrina cristiana, i per la defensa de la disciplina eclesiàstica front alguns abusos de les dignitats i canonges de la catedral.
El Rei el presenta a l'arquebisbat de Saragossa en agost de 1764, és nomenat per butlla papal de 26 de novembre del mateix any, el 8 de gener de 1765 pren possessió mitjançant procurador, i entra solemnement a Saragossa el 17 de març d'aquest any. Destaca la seva actuació d'apaivagament front l'anomenat motín del pan, de 6 d'abril de 1766, traient en processó el Santíssim Sagrament.
Mor el 20 de juliol de 1767 i el soterraren a la cripta de la Santa Capella de la Basílica del Pilar.